# Stanislaw Afanassjewitsch Petuchow
Stanislaw Afanassjewitsch Petuchow (russisch Станислав Афанасьевич Петухов; * 19. August 1937 in Moskau) ist ein ehemaliger sowjetisch-russischer Eishockeyspieler und -trainer, der über viele Jahre für Dynamo Moskau in der Klass A aktiv war. Mit der sowjetischen Nationalmannschaft nahm er an zwei Olympischen Winterspielen und einer Weltmeisterschaft teil, wobei er 1964 Olympiasieger und 1963 Weltmeister wurde.

## Karriere
Stanislaw Petuchow wurde 1937 in Moskau geboren und wohnte neben dem damaligen Burewestnik Stadion, dem heutigen Sportkomplex Olimpijski. Er begann, wie viele andere Eishockeyspieler seiner Zeit, auf im Winter überfluteten und gefrorenen Fußball- oder Tennisplätzen mit dem Eishockeysport. Im Sommer spielte er Fußball und schaffte es in die Moskauer Stadtauswahl, mit der er an der landesweiten Meisterschaft teilnahm.
In den Nachkriegsjahren durften Kinder und Jugendliche unter 15 Jahren noch nicht offiziell in Vereinen Eishockey spielen, so dass Petuchow beim ZDKA Moskau mit Bandy begann. Als die Altersbegrenzung für den Eishockeysport aufgehoben wurde, begann Petuchuw, beim ZDKA Eishockey im Sokolniki-Park zu trainieren. Beim ZDKA spielte Petuchow im Angriff mit Weniamin Alexandrow und Walentin Senjuschkin, dazu kamen als Verteidiger Selifanow (später R. Tscherenkow) und Walentin Jegorow. Mit dem ZDKA nahmen sie an der Moskauer Jugend-Meisterschaft teil, die damals von Dynamo und Krylja Sowetow dominiert wurde. Arkadi Tschernyschow beobachtete die fünf Juniorenspieler des ZDKA und schlug ihnen vor, sich bei Dynamo Moskau vorzustellen. Petuchow entschied sich 1954 für einen Vereinswechsel, debütierte zwei Jahre später – am 30. April 1956 – für die Herrenmannschaft von Dynamo in der Klass A und erzielte am 11. Mai 1956 sein erstes Tor.
1956 erreichte er mit Dynamo das Finale des sowjetischen Pokalwettbewerbs, welches mit 0:2 gegen den ZSK MO Moskau endete. Zwischen 1959 und 1964 wurde er mit Dynamo insgesamt fünf Mal sowjetischer Vizemeister, wobei meist der ZSK MO respektive ZSKA den Meistertitel gewann. 1966 erreichte Petuchow noch einmal das Pokalfinale, das erneut vom ZSKA gewonnen wurde. Bis 1968 blieb Petuchow bei Dynamo, ehe er seine aktive Karriere beendete. Insgesamt erzielte er 171 Tore in 392 Spielen in der Klass A.
In den 1960er Jahren studierte er am Regionalpädagogischen Institut in Moskau und machte 1965 seinen Abschluss als Sportlehrer. Nach seinem Karriereende wurde er Nachwuchstrainer bei Dynamo. Später leitete er die Eishockeyschule des Klubs, die heutige Arkadi-Tschernyschow-Sportschule. Zu den von ihm betreuten Nachwuchssportlern gehörten Ruslan Batyrschin, Sergei Wyschedkewitsch, Sergei Bautin, Waleri Below und Sinetula Biljaletdinow. Letzterer holt sich noch heute Ratschläge von seinem ehemaligen Trainer.
Bis 1991 arbeitete er als Direktor der Schule, ehe er zwischen 1992 und 1994 das Amt des Vereinspräsidenten von Dynamo ausfüllte.
Petuchows Frau Nelli starb Ende der 1990er Jahre an den Folgen eines Karzinoms. Seit Anfang der 2000er Jahre lebt er mit der Witwe von Wsewolod Bobrow zusammen.

### International
Ab 1957 spielte Petuchow für B-Nationalmannschaft, mit der er an Länderspielreisen nach Schweden und Kanada teilnahm. Die B-Nationalmannschaft bestand damals aus Juniorenspielern und Nationalspielern, die es nicht in den A-Kader geschafft hatten. Am 24. November 1959 debütierte Petuchow für die sowjetische A-Nationalmannschaft in einem Spiel gegen Schweden. Bei den Olympischen Winterspielen 1960 gewann er mit dem Nationalteam die Bronzemedaille, die zugleich als Europameistertitel gewertet wurde. Petuchow selbst steuerte zu diesem Erfolg jeweils vier Tore und Torvorlagen bei. Bei seinem nächsten großen Turnier, der Weltmeisterschaft 1963, erzielte er erneut acht Scorerpunkte und wurde erstmals Weltmeister. In Anerkennung des gewonnenen Titels wurden anschließend alle Nationalspieler als Verdienter Meister des Sports der UdSSR ausgezeichnet.
Seine internationale Karriere wurde mit der Goldmedaille bei den Olympischen Winterspielen 1964 gekrönt, die zugleich als Welt- und Europameisterschaft gewertet wurde. Am 21. Februar 1965 bestritt er sein letztes Länderspiel für die Sowjetunion. Für die Nationalmannschaft erzielte er insgesamt 19 Tore in 46 Länderspielen.

## Erfolge und Auszeichnungen

### Dynamo Moskau
- 1956 Sowjetischer Pokalfinalist mit Dynamo Moskau[2]
- 1959 Sowjetischer Vizemeister mit Dynamo Moskau
- 1960 Sowjetischer Vizemeister mit Dynamo Moskau
- 1962 Sowjetischer Vizemeister mit Dynamo Moskau
- 1963 Sowjetischer Vizemeister mit Dynamo Moskau
- 1964 Sowjetischer Vizemeister mit Dynamo Moskau
- 1966 Sowjetischer Pokalfinalist  mit Dynamo Moskau

### International
- 1960 Bronzemedaille bei den Olympischen Winterspielen
  - Bronzemedaille bei der Weltmeisterschaft
  - Goldmedaille bei der Europameisterschaft
- 1963 Goldmedaille bei der Weltmeisterschaft
  - Goldmedaille bei der Europameisterschaft
- 1964 Goldmedaille bei den Olympischen Winterspielen
  - Goldmedaille bei der Weltmeisterschaft
  - Goldmedaille bei der Europameisterschaft

### Orden und Ehrungen
- 1963 Verdienter Meister des Sports der UdSSR
- 1996 Verdienstmedaille des Ordens für das Vaterland
- 2011 Orden der Ehre
- Verdienter Trainer Russlands
- Ehrenabzeichen Für Verdienste bei der Entwicklung von Körperkultur und Sport[3]

## Karrierestatistik
(Legende zur Spielerstatistik: Sp oder GP = absolvierte Spiele; T oder G = erzielte Tore; V oder A = erzielte Assists; Pkt oder Pts = erzielte Scorerpunkte; SM oder PIM = erhaltene Strafminuten; +/− = Plus/Minus-Bilanz; PP = erzielte Überzahltore; SH = erzielte Unterzahltore; GW = erzielte Siegtore; 1 Play-downs/Relegation; Kursiv: Statistik nicht vollständig)